# Distretto di Khuan Niang
Il distretto di Khuan Niang (in thailandese: ควนเนียง) è un distretto (amphoe) della Thailandia, situato nella provincia di Songkhla.